# عثمان بانگورا
عثمان بانگورا (انگلیسی: Ousmane Bangoura؛ زادهٔ ۱ دسامبر ۱۹۷۹) بازیکن فوتبال اهل گینه بود.
از باشگاه‌هایی که در آن بازی کرده است می‌توان به باشگاه فوتبال رویال شارلوا و باشگاه فوتبال گوانگ‌ژو سیتی اشاره کرد.
وی همچنین در تیم‌های ملی فوتبال گینه بازی کرده است.